# NGC 7255
NGC 7255 (również PGC 68721) – galaktyka spiralna (S0-a), znajdująca się w gwiazdozbiorze Wodnika. Odkrył ją Francis Leavenworth 1 października 1886 roku.